# 7-й этап RTCC 2011
Russian Touring Car Championship (RTCC) или Гран При RTCC — это профессиональный кузовной чемпионат по автомобильным кольцевым гонкам. Статус соревнований —Чемпионат России, Кубок России, гоночная серия создана в 2004
VII Этап Чемпионата России в зачетных группах «Туринг», «Туринг-Лайт»

VII Этап Кубка России в зачетных группах «Национальный», «Супер-Продакшн»

седьмой этап RTCC состоялся 9 октября на кольцевой гоночной трассе Смоленское кольцо в Дорогобужском районе Смоленской области 54°59′20″ с. ш. 33°22′04″ в. д. рядом с поселком Верхнеднепровский.

## Туринг
Финал гоночной серии в двухлитровом классе вновь преподнес сюрпризы. В «Туринге» дебютировала Lada Granta (за рулем — Павел Кальманович, откатавший сезон в «Туринг-Лайте»). Мощность двигателя отечественного авто — 230 л. с. На данный момент гоночная Granta немного уступает болидам «Туринга» по техническим настройкам. Лучший результат Кальмановича в заездах — 8 место.
Первую гонку выигрывает мастер спорта Ухов — Фролов только второй. Заслуженное третье место получает Сергей Рябов. Янис Хореликс, латвийский спортсмен, принявший участие в RTCC только на 7 этапе, приехал четвёртым в первой гонке и третьим — во второй, сдвинув на четвертую позицию Андрея Радошнова. На втором этапе подряд мастерство продемонстрировал Олег Квитка, который одну за одной отвоевывал позиции и завоевал серебро во втором заезде. Но главная интрига финала в «Туринге» — все же противостояние Фролова и Ухова. Во второй гонке пилот ТНК пробивает колесо — заезд на пит-лейн лишает его возможности бороться за золото. Первым приезжает Александр Фролов, который этой победой обеспечивает себе титул Чемпиона России по автомобильным кольцевым гонкам-2011 в классе «Туринг» и становится самым молодым чемпионом класса за всю историю RTCC..
| место | Ст. | Фамилия, Имя          | Город              | Участник            | Гонка 1 | Гонка 2 | Очки |
| ----- | --- | --------------------- | ------------------ | ------------------- | ------- | ------- | ---- |
| 1     | 2   | Фролов Александр      | Оренбург           | ORENBURG RACING     | 87      | 100     | 187  |
| 2     | 9   | Радошнов Андрей       | Оренбург           | ORENBURG RACING     | 68      | 77      | 145  |
| 3     | 12  | Рябов Сергей          | Москва             | ХимкиМоторСпорт     | 77      | 68      | 145  |
| 4     | 17  | Квитка Олег           | Москва             | ТНК Рэйсинг         | 54      | 87      | 141  |
| 5     | 10  | Стрельченко Владимир  | Химки              | ХимкиМоторСпорт     | 61      | 54      | 115  |
| 6     | 1   | Ухов Михаил           | Москва             | ТНК Рэйсинг         | 100     | 5       | 105  |
| 7     | 15  | Еремин Артем          | Москва             | Чистый город        | 48      | 42      | 90   |
| 8     | 16  | Николаев Андрей       | Москва             | Чистый город        | 31      | 48      | 79   |
| 9     | 28  | Козанков Виктор       | Москва             | Хонда Марьино       | 42      | 27      | 69   |
| 10    | 21  | Черевань Владимир     | Орел               | Хонда Черёмушки     | 37      | 31      | 68   |
| 11    | 19  | Добровольский Дмитрий | Москва             | БАШНЕФТЬ Моторспорт | н/к     | 61      | 61   |
| 12    | 33  | Львов Александр       | Санкт-Петербург    | Львов Александр     | 17      | 37      | 54   |
| 13    | 25  | Семенчев Юрий         | М.о. п. Мосрентген | Химки Мотор Спорт   | 22      | 9       | 31   |
| 14    | 22  | Артюшин Андрей        | Москва             | Хонда Черёмушки     | 13      | 17      | 30   |
| 15    | 38  | Юшин Андрей           | Санкт-Петербург    | Юшин Андрей         | 27      | н/с     | 27   |
| 16    | 24  | Кричевский Василий    | Санкт-Петербург    | Таxi-2 Racing team  | н/к     | 22      | 22   |
| 17    | 26  | Раев Михаил           | Москва             | Химки Мотор Спорт   | анн     | 13      | 13   |
|       | 4   | * Horeliks Janis      | Рига               | Таxi-2 Racing team  | -       |         | 0    |
|       | 14  | * Кальманович Павел   | Тольятти           | LADA Sport Racing   | -       |         | 0    |

	*	Без начисления очков в зачет Чемпионата России
| место | Название Команды    | Водители                 | гонка 1 | гонка 2 | Очки на Этапе |
| ----- | ------------------- | ------------------------ | ------- | ------- | ------------- |
| 1     | Orenburg racing     | 2 Фролов Александр       | 87      | 100     | 332           |
|       |                     | 9 Радошнов Андрей        | 68      | 77      |               |
| 2     | Химки Мотор Спорт   | 10 Стрельченко Владимир  | 61      | 54      | 260           |
|       |                     | 12 Рябов Сергей          | 77      | 68      |               |
| 3     | ТНК Рейсинг         | 1 Ухов Михаил            | 100     | 5       | 246           |
|       |                     | 17 Квитка Олег           | 54      | 87      |               |
| 4     | STORM MOTORSPORT    | 15 Еремин Артем          | 48      | 42      | 169           |
|       |                     | 16 Николаев Андрей       | 31      | 48      |               |
| 5     | БАШНЕФТЬ Моторспорт | 19 Добровольский Дмитрий | н/к     | 61      | 61            |

## Супер-Продакшн
Виктор Козанков, взявший золото в 7 гонках из 14 проведенных, досрочно обеспечил себе титул Чемпиона России по автомобильным кольцевым гонкам 2011 в классе «Супер-Продакшн», поэтому третье место во второй гонке финала на результат не повлияло.
Андрей Артюшин (Honda Черемушки) выбыл из борьбы в первой гонке из-за прокола колеса. Михаил Раев был оштрафован судьями за опасное вождение, результат за гонку был аннулирован. Василий Кричевский на первом круге сходит с дистанции и застревает на обочине: пилота увозят на сейфти-кар. Пьедестал поделили между собой Виктор Козанков, Владимир Черевань и Андрей Юшин.
Во втором заезде гонщики финишировали в следующем порядке: Владимир Черевань, Александр Львов и Виктор Козанков. Турнирная сетка по итогам сезона позволяет с уверенностью сказать: шансы на победу в сезоне были и у Михаила Засадыча, и у Александра Львова, однако перерывы в участии не позволили пилотам набрать необходимое для чемпионства количество очков. Четвёртое место по итогам года — у Засадыча, сразу за ним — партнеры по команде Химки Моторспорт Юрий Семенчев и Михаил Раев..
| место | Название Команды   | Водители              | гонка 1 | гонка 2 | Очки на Этапе |
| ----- | ------------------ | --------------------- | ------- | ------- | ------------- |
| 1     | Хонда Черемушки    | 21 Черевань Владимир  | 44,4    | 37,2    | 117,6         |
|       |                    | 22 Артюшин Андрей     | 15,6    | 20,4    |               |
| 2     | Хонда Марьино      | 28 Козанков Виктор    | 50,4    | 32,4    | 82,8          |
| 3     | Химки Мотор Спорт  | 25 Семенчев Юрий      | 26,4    | 10,8    | 52,8          |
|       |                    | 26 Раев Михаил        | анн     | 15,6    |               |
| 4     | Таxi-2 Racing Team | 24 Кричевский Василий | н/к     | 26,4    | 26,4          |

## Туринг-Лайт
Неисправность привода, обнаруженная во время квалификации, не позволила Илье Рыжанушкину поучаствовать в основных заездах финала. В первом заезде сошел с дистанции из-за технических неполадок Сергей Нуждин: на этом сезон для пилота закончился. Во время первой гонки у Lada Kalina Павла Кальмановича оторвало колесо — но пилот, который лишился возможности участвовать во второй гонке, не расстроился — его ждал ещё один заезд в «Туринге» на новой Lada Granta.
В первой гонке финала Александр Сотников, стартовавший с поул-позиции, обеспечил себе золото. Серебро и бронзу завоевали Михаил Митяев и Михаил Грачев, который пришел к финишу бок о бок с Борисом Шульмейстером, но все же отвоевал победу. Во второй гонке Шульмейстер показал лучший за сезон результат, обогнав Сотникова и выиграв золото. Третье место завоевал Михаил Донченко, что также стало лучшим результатом пилота за весь сезон.
Ходят слухи, что красно-белая гвардия в следующем году перейдет в класс «Туринг». В случае если Сотников, Шульмейстер и Грачев «переедут» в старший класс, борьба в «Туринг-Лайте» станет ещё более захватывающей..
| место | Ст. | Фамилия, Имя         | Город           | Участник           | Гонка 1 | Гонка 2 | Очки |
| ----- | --- | -------------------- | --------------- | ------------------ | ------- | ------- | ---- |
| 1     | 2   | Сотников Александр   | Москва          | Лукойл РЕЙСИНГ Тим | 100     | 88      | 188  |
| 2     | 15  | Шульмейстер Борис    | Москва          | Лукойл РЕЙСИНГ Тим | 71      | 100     | 171  |
| 3     | 20  | Митяев Михаил        | Тольятти        | LADA Sport racing  | 88      | 71      | 159  |
| 4     | 17  | Донченко Михаил      | Тамбов          | ТРОО СТК «Степной» | 64      | 78      | 142  |
| 5     | 27  | Грачев Михаил        | Москва          | Лукойл РЕЙСИНГ Тим | 78      | 64      | 142  |
| 6     | 48  | Мещеряков Вадим      | Самара          | АВТОКОМ- АФСО      | 46      | 57      | 103  |
| 7     | 44  | Юдицкий Лев          | Москва          | МАДИ-Racing        | 41      | 41      | 82   |
| 8     | 79  | Мезенцев Василий     | Тольятти        | АВТОКОМ- АФСО      | 27      | 51      | 78   |
| 9     | 77  | Кубасов Владислав    | Москва          | ВПК СПОРТ          | 32      | 46      | 78   |
| 10    | 63  | Малеев Михаил        | Самара          | АВТОКОМ- АФСО      | 51      | 23      | 74   |
| 11    | 7   | Сальников Александр  | Владимир        | ПСМ-ТЕАМ80         | 57      | н/к     | 57   |
| 12    | 9   | Кобенко Александр    | Тольятти        | LADA Sport racing  | 19      | 36      | 55   |
| 13    | 72  | Саватеев Дмитрий     | Санкт-Петербург | ВПК СПОРТ          | 36      | 19      | 55   |
| 14    | 71  | Коронатов Сергей     | Санкт-Петербург | Таxi-2 Racing team | анн     | 32      | 32   |
| 15    | 33  | Никитин Лев          | Санкт-Петербург | Таxi-2 Racing team | анн     | 27      | 27   |
| 16    | 37  | Гольцова Наталья     | Казань          | LADA Sport racing  | 23      | н/к     | 23   |
| -     | 21  | Кальманович Павел    | Тольятти        | LADA Sport racing  | н/к     | н/к     | 0    |
| -     | 8   | Нуждин Сергей        | Тольятти        | ПСМ-ТЕАМ80         | н/к     | н/с     | 0    |
| -     | 18  | Рыжанушкин Илья      | Черноголовка    | Рыжанушкин Илья    | н/с     | н/с     | н/с  |
| -     | 45  | Мейтес Евгений       | Москва          | Е2 Моторспорт      | н/с     | н/с     | н/с  |
| -     | 78  | * Артемьев Александр | Алма-Аты        | МАДИ Racing        | -       | -       | -    |

	*	Без начисления очков в зачет Кубка России
| место | Название Команды   | Водители              | гонка 1 | гонка 2 | Очки на Этапе |
| ----- | ------------------ | --------------------- | ------- | ------- | ------------- |
| 1     | Лукойл РЕЙСИНГ Тим | 15 Шульмейстер Борис  | 71      | 100     | 313           |
|       |                    | 27 Грачев Михаил      | 78      | 64      |               |
| 2     | LADA Sport Racing  | 20 Митяев Михаил      | 88      | 71      | 159           |
|       |                    | 21 Кальманович Павел  | н/к     | н/к     |               |
| 3     | ПСМ-ТЕАМ80         | 7 Сальников Александр | 57      | н/к     | 57            |
|       |                    | 8 Нуждин Сергей       | н/к     | н/с     |               |

## Национальный
В финале Вадим Мещеряков, досрочно обеспечивший себе титул чемпиона, явно едет не в полную силу, и одну из гонок выигрывает Михаил Малеев, окончательно отрываясь от Владислава Кубасова по очкам. Первая ступень пьедестала — лучший его результат за сезон. В финале в RTCC пробует свои силы питерский пилот Лев Никитин, до этого не принимавший участие в чемпионате (лучший результат — 6-е место в гонке).
Пьедестал в первом заезде занимают Михаил Малеев, Вадим Мещеряков и Лев Юдицкий. Михаил Малеев (АвтоКом-АФСО) стартовал во втором заезде с поула. Далее на стартовой решетке расположились Вадим Мещеряков (АвтоКомАФСО) и Лев Юдицкий (личный зачет). Автомобиль Владислава Кубасова не смог стартовать на прогревочный круг, таким образом спортсмен занял последнее место в стартовой решетке. Однако сразу после начала заезда ему удалось отыграть сразу пять позиций — Владислав Кубасов в очередной раз подтвердил звание быстрого и техничного гонщика. Последний заезд сезона ознаменовался несколькими сходами, в том числе Натальи Гольцовой и триумфатора первой гонки Михаила Малеева. В итоге на подиум поднялись Вадим Мещеряков, Александр Артемьев и Василий Мезенцев, напарник Мещерякова и Малеева по команде.
| место | Название Команды   | №  | Водители          | гонка 1 | гонка 2 | Очки на Этапе |
| ----- | ------------------ | -- | ----------------- | ------- | ------- | ------------- |
| 1     | АвтоКом-АФСО       | 63 | Малеев Михаил     | 51      | 23      | 152           |
|       |                    | 79 | Мезенцев Василий  | 27      | 51      |               |
| 2     | ВПК СПОРТ          | 72 | Саватеев Дмитрий  | 36      | 19      | 133           |
|       |                    | 77 | Кубасов Владислав | 32      | 46      |               |
| 3     | Таxi-2 Racing Team | 33 | Никитин Лев       | анн     | 27      | 59            |
|       |                    | 71 | Коронатов Сергей  | анн     | 32      |               |